# Železniška proga Novo mesto–Straža
Železniška proga Novo mesto–Straža je ena izmed železniških prog, ki sestavljajo železniško omrežje v Sloveniji. 
Progo so predali prometu 1. junija 1894 skupaj s progo med Ljubljano in Novim mestom. Kasneje so razmišljali tudi o njenem podaljšanju do Kočevja. Po letu 1966, ko so odpravili potniški promet, po njej poteka izključno tovorni promet.
Začetna železniška postaja je Novo mesto, medtem ko je končna Straža. Proga je sicer speljana do silosov državnih blagovnih rezerv, ki so v bližini Straže.